# Simning vid världsmästerskapen i simsport 2022 – Herrarnas 200 meter fjärilsim
Herrarnas 200 meter fjärilsim vid världsmästerskapen i simsport 2022 avgjordes mellan den 20 och 21 juni 2022 i Donau Arena i Budapest i Ungern.
Ungerska Kristóf Milák tog guld och förbättrade sitt eget världsrekord till 1.50,34. Silvret togs av franska Léon Marchand som förbättrade det franska rekordet till 1.53,37. Bronset togs av japanska Tomoru Honda.

## Rekord
Inför tävlingens start fanns följande världs- och mästerskapsrekord:
|                   | Namn          | Nation | Tid     | Ort               | Datum        |
| ----------------- | ------------- | ------ | ------- | ----------------- | ------------ |
| Världsrekord      | Kristóf Milák | Ungern | 1.50,73 | Gwangju, Sydkorea | 24 juli 2019 |
| Mästerskapsrekord | Kristóf Milák | Ungern | 1.50,73 | Gwangju, Sydkorea | 24 juli 2019 |

Följande nya rekord noterades under tävlingen.
| Datum   | Omgång | Namn          | Nation | Tid     | Rekord |
| ------- | ------ | ------------- | ------ | ------- | ------ |
| 21 juni | Final  | Kristóf Milák | Ungern | 1.50,34 | 0VR0   |

## Resultat

### Försöksheat
Försöksheaten startade den 20 juni klockan 09:37.
| Placering | Heat | Bana | Namn                  | Nationalitet          | Tid            | Noteringar     |
| --------- | ---- | ---- | --------------------- | --------------------- | -------------- | -------------- |
| 1         | 5    | 4    | Kristóf Milák         | Ungern                | 1.54,10        | 0Q0            |
| 2         | 4    | 6    | Noè Ponti             | Schweiz               | 1.54,75        | 0Q0, 0NR0      |
| 3         | 4    | 4    | Tomoru Honda          | Japan                 | 1.54,94        | 0Q0            |
| 4         | 5    | 5    | Trenton Julian        | USA                   | 1.55,04        | 0Q0            |
| 5         | 3    | 7    | Alberto Razzetti      | Italien               | 1.55,71        | 0Q0            |
| 6         | 4    | 2    | Krzysztof Chmielewski | Polen                 | 1.55,73        | 0Q0            |
| 7         | 3    | 4    | Luca Urlando          | USA                   | 1.55,94        | 0Q0            |
| 8         | 4    | 5    | Tamás Kenderesi       | Ungern                | 1.56,09        | 0Q0            |
| 9         | 5    | 0    | Kregor Zirk           | Estland               | 1.56,13        | 0Q0, 0NR0      |
| 10        | 3    | 3    | Leonardo de Deus      | Brasilien             | 1.56,35        | 0Q0            |
| 11        | 3    | 2    | Giacomo Carini        | Italien               | 1.56,38        | 0Q0            |
| 11        | 5    | 7    | Léon Marchand         | Frankrike             | 1.56,38        | 0Q0            |
| 13        | 4    | 0    | Niu Guangsheng        | Kina                  | 1.56,48        | 0Q0            |
| 14        | 3    | 6    | James Guy             | Storbritannien        | 1.56,63        | 0Q0            |
| 15        | 5    | 2    | Takumi Terada         | Japan                 | 1.56,70        | 0Q0            |
| 16        | 3    | 5    | Wang Kuan-hung        | Kinesiska Taipei      | 1.56,87        | 0Q0            |
| 17        | 3    | 0    | Héctor Ruvalcaba      | Mexiko                | 1.56,96        |                |
| 18        | 5    | 3    | Antani Ivanov         | Bulgarien             | 1.57,00        |                |
| 19        | 3    | 8    | Kim Min-seop          | Sydkorea              | 1.57,43        |                |
| 20        | 4    | 7    | Louis Croenen         | Belgien               | 1.57,63        |                |
| 21        | 4    | 3    | Chen Juner            | Kina                  | 1.58,31        |                |
| 22        | 5    | 8    | Denys Kesil           | Ukraina               | 1.58,36        |                |
| 23        | 2    | 7    | Jorge Otaiza          | Venezuela             | 1.58,54        |                |
| 24        | 5    | 1    | Bowen Gough           | Australien            | 1.58,66        |                |
| 25        | 4    | 8    | Sajan Prakash         | Indien                | 1.58,67        |                |
| 26        | 5    | 9    | Velimir Stjepanović   | Serbien               | 1.59,44        |                |
| 27        | 4    | 1    | Moon Seung-woo        | Sydkorea              | 1.59,81        |                |
| 28        | 4    | 9    | Ong Jung Yi           | Singapore             | 2.00,18        |                |
| 29        | 2    | 2    | Patrick Hussey        | Kanada                | 2.00,24        |                |
| 30        | 2    | 6    | Erick Gordillo        | Guatemala             | 2.00,48        |                |
| 31        | 2    | 1    | Richard Nagy          | Slovakien             | 2.00,83        |                |
| 32        | 2    | 3    | Nguyễn Duy Khoa Hồ    | Vietnam               | 2.01,05        |                |
| 33        | 3    | 1    | Matheus Gonche        | Brasilien             | 2.01,65        |                |
| 34        | 2    | 8    | Felipe Baffico        | Chile                 | 2.01,99        |                |
| 35        | 3    | 9    | Navaphat Wongcharoen  | Thailand              | 2.02,10        |                |
| 36        | 2    | 4    | Ramil Valizade        | Azerbajdzjan          | 2.02,41        |                |
| 37        | 2    | 5    | Keanan Dols           | Jamaica               | 2.04,04        |                |
| 38        | 2    | 0    | Simon Bachmann        | Seychellerna          | 2.06,70        |                |
| 39        | 1    | 4    | Salem Sabt            | Förenade arabemiraten | 2.08,21        |                |
| 40        | 2    | 9    | Gerald Hernández      | Nicaragua             | 2.09,26        |                |
| 41        | 1    | 5    | Mubal Azzam Ibrahim   | Maldiverna            | 2.36,74        |                |
| 42        | 1    | 3    | Heni Mesfar           | Tunisien              | Diskvalficerad | Diskvalficerad |
| 42        | 5    | 6    | Chad le Clos          | Sydafrika             | Startade inte  | Startade inte  |

### Semifinaler
Semifinalerna startade den 20 juni klockan 19:35.
| Placering | Heat | Bana | Namn                  | Nationalitet     | Tid     | Noteringar |
| --------- | ---- | ---- | --------------------- | ---------------- | ------- | ---------- |
| 1         | 2    | 4    | Kristóf Milák         | Ungern           | 1.52,39 | 0Q0        |
| 2         | 2    | 5    | Tomoru Honda          | Japan            | 1.54,01 | 0Q0        |
| 3         | 1    | 4    | Noè Ponti             | Schweiz          | 1.54,20 | 0Q0, 0NR0  |
| 4         | 1    | 7    | Léon Marchand         | Frankrike        | 1.54,32 | 0Q0, 0NR0  |
| 5         | 2    | 6    | Luca Urlando          | USA              | 1.54,50 | 0Q0        |
| 6         | 1    | 6    | Tamás Kenderesi       | Ungern           | 1.54,79 | 0Q0        |
| 7         | 2    | 3    | Alberto Razzetti      | Italien          | 1.54,87 | 0Q0        |
| 8         | 1    | 1    | James Guy             | Storbritannien   | 1.54,91 | 0Q0        |
| 9         | 1    | 3    | Krzysztof Chmielewski | Polen            | 1.55,01 |            |
| 10        | 2    | 1    | Niu Guangsheng        | Kina             | 1.55,27 |            |
| 11        | 2    | 2    | Kregor Zirk           | Estland          | 1.55,62 | 0NR0       |
| 12        | 2    | 7    | Giacomo Carini        | Italien          | 1.55,74 |            |
| 13        | 2    | 8    | Takumi Terada         | Japan            | 1.56,07 |            |
| 14        | 1    | 2    | Leonardo de Deus      | Brasilien        | 1.56,18 |            |
| 15        | 1    | 8    | Wang Kuan-hung        | Kinesiska Taipei | 1.56,23 |            |
| 16        | 1    | 5    | Trenton Julian        | USA              | 1.56,45 |            |

### Final
Finalen startade den 21 juni klockan 18:54.
| Placering | Bana | Namn             | Nationalitet   | Tid     | Noteringar |
| --------- | ---- | ---------------- | -------------- | ------- | ---------- |
| 1         | 4    | Kristóf Milák    | Ungern         | 1.50,34 | 0VR0       |
| 2         | 6    | Léon Marchand    | Frankrike      | 1.53,37 | 0NR0       |
| 3         | 5    | Tomoru Honda     | Japan          | 1.53,61 |            |
| 4         | 3    | Noè Ponti        | Schweiz        | 1.54,29 |            |
| 5         | 2    | Luca Urlando     | USA            | 1.54,92 |            |
| 6         | 7    | Tamás Kenderesi  | Ungern         | 1.55,20 |            |
| 7         | 1    | Alberto Razzetti | Italien        | 1.55,52 |            |
| 8         | 8    | James Guy        | Storbritannien | 1.55,54 |            |